# Monkey Black
レオナルド・マイケル・フローレス・オズナ（1986年7月26日 - 2014年4月30日）は、Monkey Black（モンキーブラック）の舞台名で知られるドミニカ共和国のアーバンミュージックの歌手。 

## 経歴
モンキー・ブラックは1986年7月26日にサント・ドミンゴのロス・ミナで生まれた。若い頃から、彼はすでに10歳で初めての音楽を録音した音楽への強い欲求を示した。それから彼はプエルトリコに移住し、そこで様々な取引に専念した。
彼の音楽的なキャリアの中で、Monkey Blackは「交渉的に話す」という外向的な人として知られていた。 カリスマ的な言い回しのために、「やってはいけない」、「あなたの卵白タ」、および/または「あなたが卵白になるように」。 

## 死
2014年4月30日、結婚してから4年間住んでいたサンアドリアンデベソス（スペイン、バルセロナ）でナイフに襲われ、その後亡くなった。